# آنتون دلال
آنتون بن جبرئیل دَلّال (به عربی: أنطون الدَلّال) شاعر سوری در سدهٔ نوزدهم میلادی/سیزدهم هجری بود. سال میلاد و درگذشتش روشن نیست اما قطعاً در اواسط قرن نوزدهم میلادی می‌زیسته است. مجموعه‌ای شعری با عنوان الدرة الثمینة نگاشت.